# Розенфельд, Виталий Евгеньевич
Вита́лий Евге́ньевич Розенфе́льд (1905 — 1985) — учёный в области электроподвижного состава железных дорог, профессор.

## Биография

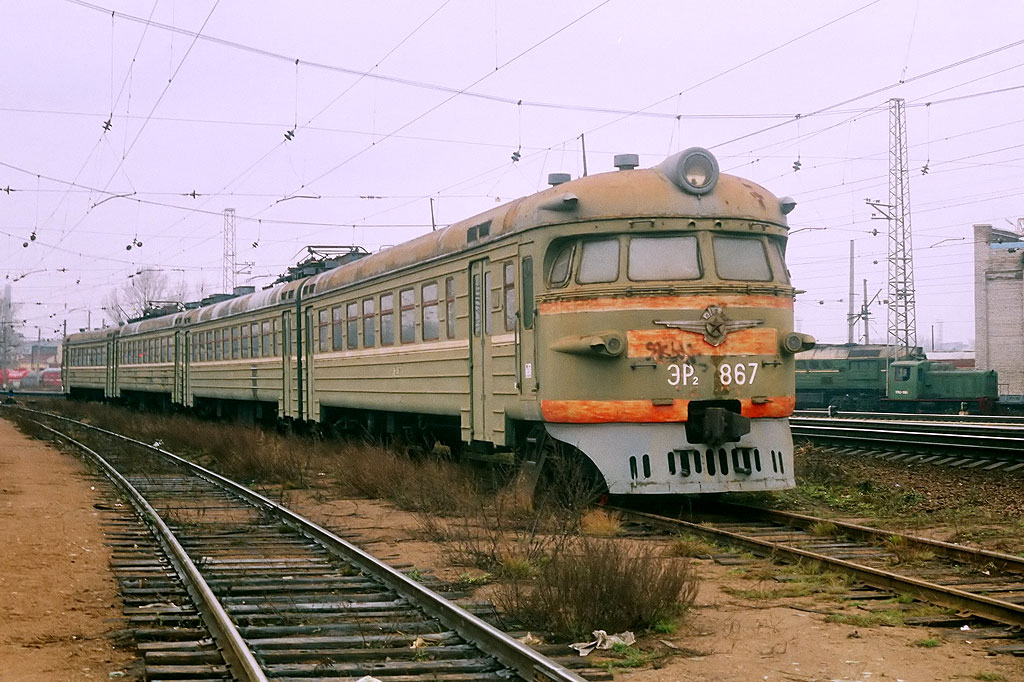
ЭР2^{в}−556 (головные вагоны № 867 и 868) — первый в мире электропоезд на напряжение 6000 В. Был создан по инициативе Розенфельда

Окончил Московский энергетический институт. Доктор технических наук, профессор. Преподавал в МИИЖТ, декан факультета «Электрификация железных дорог». 
Под руководством и при участии Розенфельда созданы электровозы для работы при напряжении 6000 В, разработаны проекты электровозов с импульсным управлением, рудничного электровоза и так далее.
Похоронен в Москве на Введенском кладбище (21 уч.).

## Награды и премии
- Сталинская премия второй степени (1950) — за создание и внедрение нового рудничного конденсаторного электровоза.

## Труды
- Система электрической тяги на постоянном токе высокого напряжения (6 кВ) с преобразователем тока на электровозе. — 1959.
- Высокочастотный, бесконтактный. электрический транспорт. — 1975.
- Теория электрической тяги. — Москва: Транспорт, 1983. — 328 с.